# Гардина (Калифорния)
Гардина (англ. Gardena) — город в округе Лос-Анджелес, штат Калифорния, численность населения которого, по данным переписи 2000 года, составляет 57 746 человек.
Примечательно, что Гардина (наряду с Инглвудом, Белл-Гарденсом, Коммерсом и Хавайан-Гарденсом) является одним из пяти городов округа, в котором разрешены казино.

## История
Находки, сделанные в ходе археологических раскопок, позволяют сделать выводы о том, что на месте сегодняшнего города Гардина, индейцы племени тонгва охотились и ловили рыбу. Индейцы тонгва, вероятно, являлись потомками тех, кто пришел сюда из Азии 10 000 лет назад.

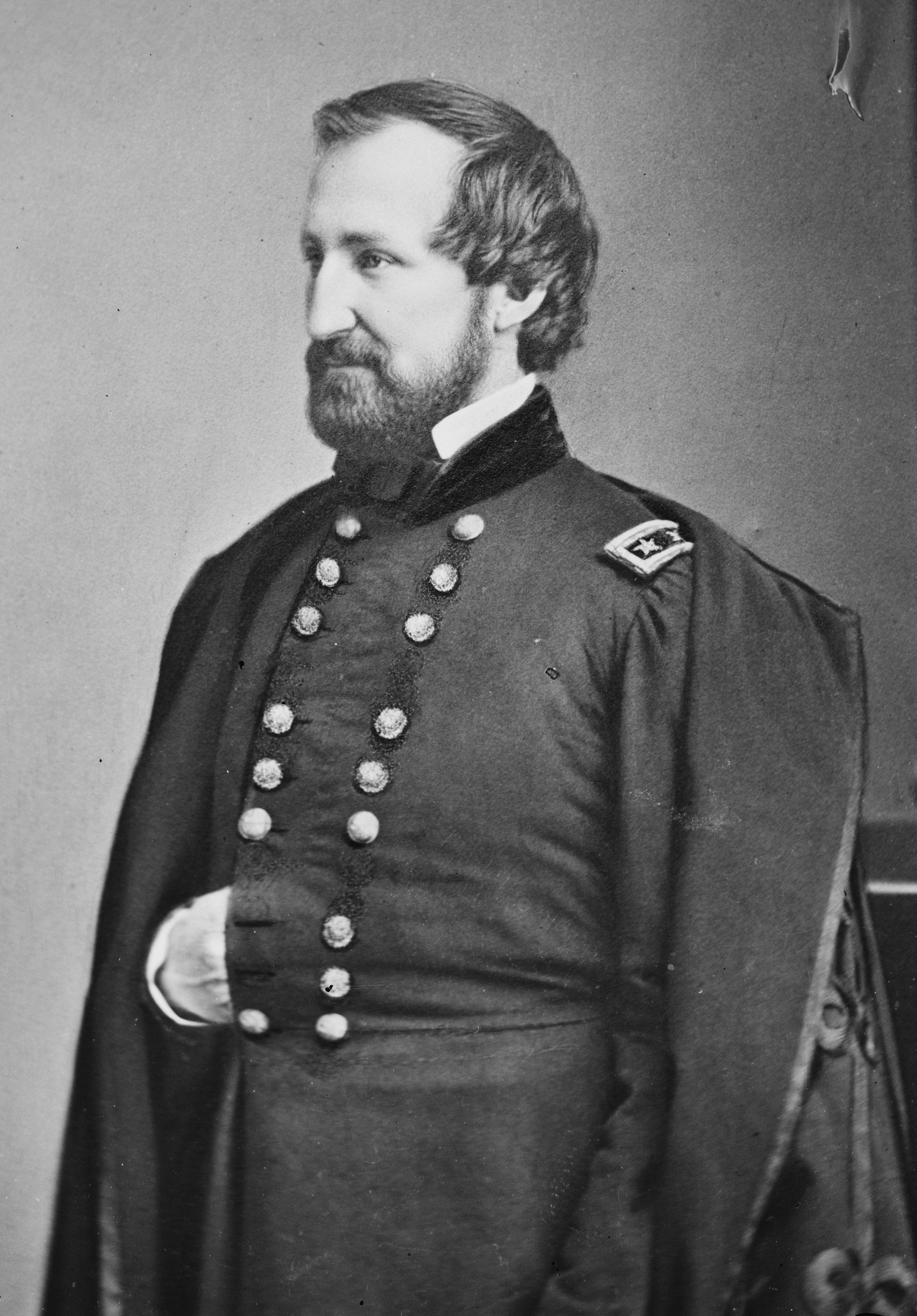
Уильям Роузкранс — изобретатель, бизнесмен, дипломат, политик и офицер армии США

В 1784 году, через три года после основания Лос-Анджелеса, испанские солдаты Хуан Хосе Домингез и Фернандо Ривера-и-Монкада получили в награду за военную службу ранчо Сан-Педро, общей площадью 170 км². Часть этих земель получила название «долина Гардина».
После гражданской войны 1861—1865 годов многие ветераны стали скупать местные земли. Одним из них был Уильям Роузкранс, выкупивший в 1869 году 65 км² территории, часть которых является современным местоположением города Гардина.
Статус города Гардина получила 11 сентября 1930 года.
В 1980 году город был награждён премией All-America City Award (с англ. — «Всеамериканский город») присуждаемой Национальной гражданской лигой, которую неофициально называют «Нобелевской премией за конструктивное гражданство» и которая выдается за активную гражданскую позицию жителей некорпоративных сообществ Соединённых Штатов в жизни местного самоуправления.

## География
Гардина граничит с Атенсем на севере, с Уиллоубруком на северо-востоке, с Лос-Анджелесом на востоке и на юге, с городом Торранс на юго-западе, с Алондра-Парком на западе и с Хоторном на северо-западе.
Общая площадь Гардины составляет 15,07 км². Высота центра населенного пункта — 15 метров над уровнем моря.

## Демография
По данным переписи 2000 года, численность населения Гардины составляет 57 746 человек. Расовый состав таков: 23,82% белых, 26,82% азиатов, 25,99% афроамериканцев, 0,64% коренных американцев, 0,73% жителей тихоокеанских островов, 16,94% других рас.
Возрастной состав получился следующим: 25,8% — до 18 лет; 8,7% — от 18 до 24 лет; 32,3% — с 25 до 44 лет; 20,9% — от 45 до 64 лет; 12,4% — 65 лет и старше. Средний возраст составил 34 лет. На каждые 100 женщин приходится 95,1 мужчин. На каждые 100 женщин возрастом 18 лет и старше насчитывалось 91,4 мужчин.

## Известные уроженцы и жители
- Полли Берген — американская актриса и певица
- Уэйн Коллетт — американский бегун
- Генри Блайт Халицки — американский режиссёр, актёр, продюсер, сценарист и  каскадёр
- Уильям Старк Роузкранс — американский изобретатель, предприниматель, дипломат, политик и офицер армии США